# Euempheremyia elyowaldi
Euempheremyia elyowaldi là một loài ruồi trong họ Tachinidae.